# پرنیس
پرنیس (به هلندی: Pernis) یک منطقهٔ مسکونی در هلند است که در Rotterdam واقع شده‌است. پرنیس ۴٫۷۸۹ نفر جمعیت دارد.